# بول برافو
بول برافو (بالإنجليزية: Paul Bravo)‏ (19 يونيو 1968 بكامببيل في الولايات المتحدة - ) هو مدرب كرة قدم ولاعب كرة قدم أمريكي في مركز الوسط. شارك مع منتخب الولايات المتحدة لكرة القدم. أما مع النوادي، فقد لعب مع سان خوسيه إيرثكويكس وكولورادو رابيدز وCalifornia Jaguars ‏ وGreek-American A.C. ‏ وسان فرانسيسكو باي بلاكهوكس ‏.

## وصلات خارجية
- بول برافو على موقع الدوري الأمريكي (الإنجليزية)
- بول برافو على موقع قاعدة بيانات كرة القدم.إي يو (الإنجليزية)
- بول برافو على موقع ناشيونال فوتبول تيمز (الإنجليزية)